# Cleidion megistophyllum
Cleidion megistophyllum là một loài thực vật có hoa trong họ Đại kích. Loài này được (Quisumb. & Merr.) Airy Shaw mô tả khoa học đầu tiên năm 1971.